# 耕隐麦公祠
耕隐麦公祠，是深圳市历史建筑之一，位于中国广东省深圳市光明区马田街道将石社区石围老村北部将石路旁。该建筑物建于明朝，属于古建築，为壇廟祠堂。